# Herbie Blash
Herbie Blash (ur. 30 września 1948) – brytyjski inżynier, zastępca dyrektora wyścigu Fédération Internationale de l’Automobile podczas Grand Prix.

## Życiorys
Herbie Blash był fanem wyścigów samochodowych, w wieku 17 lat rozpoczął pracę na stanowisku mechanika w zespole RRC Walking Racing Team. W 1968 roku dołączył do Team Lotus, gdzie został mechanikiem Grahama Hilla, a następnie Jochena Rindta. W trakcie pracy dla Rindta poznał Berniego Ecclestone’a, a po śmierci kierowcy Ferrari w 1970 roku zaczął szerzej zarządzać w Lotusie. Przez krótki czas pracował w zespole Politoys. Kiedy pod koniec 1971 roku Ecclestone kupił zespół Brabham, zatrudnił Blasha, aby uruchomił program Formuły 2. W 1973 roku Blash został kierownikiem zespołu w Formule 1. W latach 80. po odejściu Ecclestone’a i Gordona Murraya, a także coraz gorszej sytuacji w zespole i ostatecznej jego sprzedaży szwajcarskiemu finansiście Joachimowi Luhtiemu, Blash również zdecydował się na ten krok. Utworzył stowarzyszenie Formula One Constructors Association.
Po aresztowaniu Luhtiego i wykupieniu Brabhama przez firmę Middlebridge Group Blash powrócił do zespołu, gdzie został dyrektorem sportowym. Miał znaczny wpływ na zapoczątkowanie współpracy pomiędzy Brabhamem i Yamahą w 1991 roku. Po przeniesieniu fabryki Brabhama z Chessington do Milton Keynes Blash został dyrektorem sportowym w Yamasze. Utworzył firmę Activa należącą do Yamahy, w której rozpoczął pracę. W grudniu 1995 roku został zastępcą dyrektora wyścigu Fédération Internationale de l’Automobile podczas Grand Prix Formuły 1.